# Les Bizots
Les Bizots település Franciaországban, Saône-et-Loire megyében. Lakosainak száma 473 fő (2022. január 1.). Les Bizots Montcenis, Blanzy, Charmoy, Saint-Eusèbe és Torcy községekkel határos.

## Népesség
A település népességének változása:
| Lakosok száma | 469  | 465  | 483  | 465  | 466  | 468  | 469  | 472  | 473  |
|               | 2013 | 2015 | 2016 | 2017 | 2018 | 2019 | 2020 | 2021 | 2022 |